# Haute-Vienne
Haute-Vienne je francouzský departement ležící v regionu Nová Akvitánie. Název pochází od řeky Vienne. Hlavní město je Limoges.

## Geografie

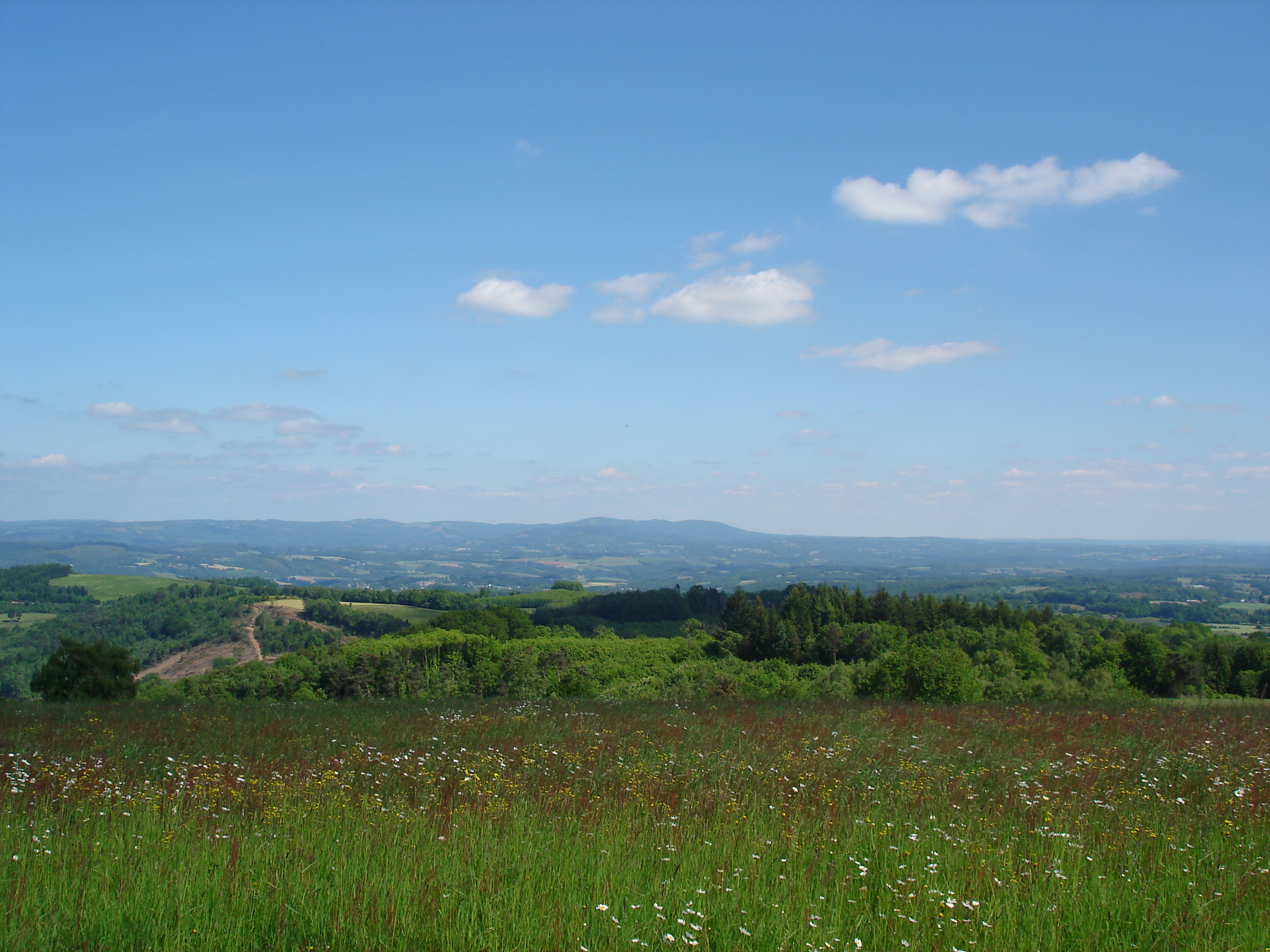
U hory Garganu (Haute-Vienne)

## Historie
Haute-Vienne je jedním z 83 departementů vytvořených během Francouzské revoluce 4. března 1790 aplikací zákona z 22. prosince 1789.

## Nejvýznamnější města
- Limoges
- Bellac
- Rochechouart
- Oradour-sur-Glane